# Litoria chloris
Litoria chloris är en groddjursart som först beskrevs av George Albert Boulenger 1892.  Litoria chloris ingår i släktet Litoria och familjen lövgrodor. IUCN kategoriserar arten globalt som livskraftig. Inga underarter finns listade i Catalogue of Life.